# Egmont Group of Financial Intelligence Units
Die Egmont Group of Financial Intelligence Units (kurz: Egmont Group oder Egmont-Gruppe) ist die internationale Vereinigung von 166 Financial Intelligence Units. Sie ermöglicht den sicheren Austausch von Erfahrung und Finanzinformationen zur Bekämpfung von Geldwäsche und Terrorismusfinanzierung.
Damit unterstützt die Egmont-Gruppe die Arbeit des Sicherheitsrats der Vereinten Nationen, der G20-Finanzminister und der Financial Action Task Force on Money Laundering.

## Geschichte
Die Egmont-Gruppe wurde 1995 gegründet und nach dem Egmontpalast in Brüssel benannt, in dem die Gründungssitzung stattfand.
2007 wurde das Sekretariat der Egmont-Gruppe mit Sitz in Toronto eingerichtet.